# Filip De Wilde
Filip Alfons Annie De Wilde (* 5. Juli 1964 in Zele) ist ein ehemaliger belgischer Fußballtorhüter und aktueller Torwarttrainer.

## Vereinskarriere
De Wilde begann seine Karriere im Jahre 1982 im Alter von 16 Jahren beim KSK Beveren. Eine Saison später wurde er mit dem Verein belgischer Meister. Zur Saison 1987/88 wechselte er zum RSC Anderlecht, mit dem er vier Mal belgischer Meister und drei Mal belgischer Pokalsieger wurde, ehe er 1996 zu Sporting Lissabon wechselte. Im April 1998 zog es ihn wieder nach Anderlecht zum RSC. Er wurde mit Anderlecht noch zwei weitere Male belgischer Meister. 2003 unterschrieb er beim SK Sturm Graz. Im Januar 2004 wechselte er zum SC Lokeren St.Niklaas Waasland, wo er bis Oktober 2004 blieb. Bis April 2005 stand er für den belgischen Zweitligisten KFC Verbroedering Geel im Tor. Anschließend beendete er seine Karriere.
1994 und 2000 wurde er zum besten belgischen Torhüter des Jahres gewählt.

## Nationalmannschaft
De Wilde stand zwischen 1989 und 2000 33 Mal im Tor der belgischen Nationalmannschaft, wobei er allerdings von 1984 bis 2000 für insgesamt 68 Länderspiele einberufen wurde. Mit ihr nahm er drei Mal an einer Weltmeisterschaft teil: 1990, 1994 und 1998 (1990 und 1994 war er jeweils hinter Michel Preud’homme die Nummer 2 im Tor und kam so nicht zum Einsatz). Außerdem nahm er mit Belgien an der Europameisterschaft 2000 teil.
Bereits zuvor war De Wilde Teamspieler der belgischen U-18-Auswahl (1 Einsatz bei 10 Einberufungen), der U-19-Auswahl (1 Einsatz bei 7 Einberufungen), sowie der U-21-Nationalmannschaft (5 Einsätze bei 8 Einberufungen).